# Acaronia vultuosa
Acaronia vultuosa és una espècie de peix de la família dels cíclids i de l'ordre dels perciformes.

## Morfologia
- Els mascles poden assolir 12,2 cm de longitud total.[1][2]

## Alimentació
Menja peixets.

## Hàbitat
És una espècie de clima tropical.

## Distribució geogràfica
Es troba a Sud-amèrica: conca del riu Orinoco a Colòmbia i Veneçuela (incloent-hi els rius Casiquiare, Inírida, Caura i Vichada) i  riu Negro al Brasil i Veneçuela.